# ステマラ-13-エンシンターゼ
ステマラ-13-エンシンターゼ (Stemar-13-ene synthase, OsDTC2, OsK8, OsKL8, OsKS8, stemarene synthase, syn-stemar-13-ene synthase) は、系統名が9α-コパリル二リン酸二リン酸リアーゼ(ステマラ-13-エン形成) (9α-copalyl-diphosphate diphosphate-lyase (stemar-13-ene-forming)) の酵素である。この酵素は以下の化学反応を触媒する。
9α-コパリル二リン酸 {\displaystyle \rightleftharpoons } ステマラ-13-エン + 二リン酸
このジテルペンシクラーゼはステマラ-13-エンを合成する。これは米のファイトアレキシンであるオリザレキシンSの前駆体と推定される。